# Пиццика
Пиццика (итал. Pizzica) — популярный итальянский народный танец, родом из Саленто (Область Апулия), откуда он распространился по всей Апулии, а также Калабрии и в восточных районах Базиликата. Этот танец является разновидностью Тарантелла.
Первый письменный источник о пиццике датируется 20 апреля 1797 года, письменное предложение вечера танцев от дворянства Таранто королю Фердинанду IV Бурбону, во время его дипломатического визита в город. Текст говорит о «достойной тарантелле».
Пиццика — прежде всего танец-ухаживание, женщина ведет и как бы ускользает, мужчина подчиняется, но стараясь добиться — забрать платок, который символизирует честь. Но партнёры могут быть не только мужчина и женщина. Часто можно увидеть двух танцующих женщин, гораздо реже — двух мужчин, город Остуни. Такой танец — подобие дуэли.
С 1998 года в Апулии ежегодно проходит музыкальный фестиваль Ночь тарантула, ориентированный на исполнение пиццики, во время которого многие известные музыканты чередуют свои выступления с оркестрами, исполняющими пиццику.